# داستان اقلیمی

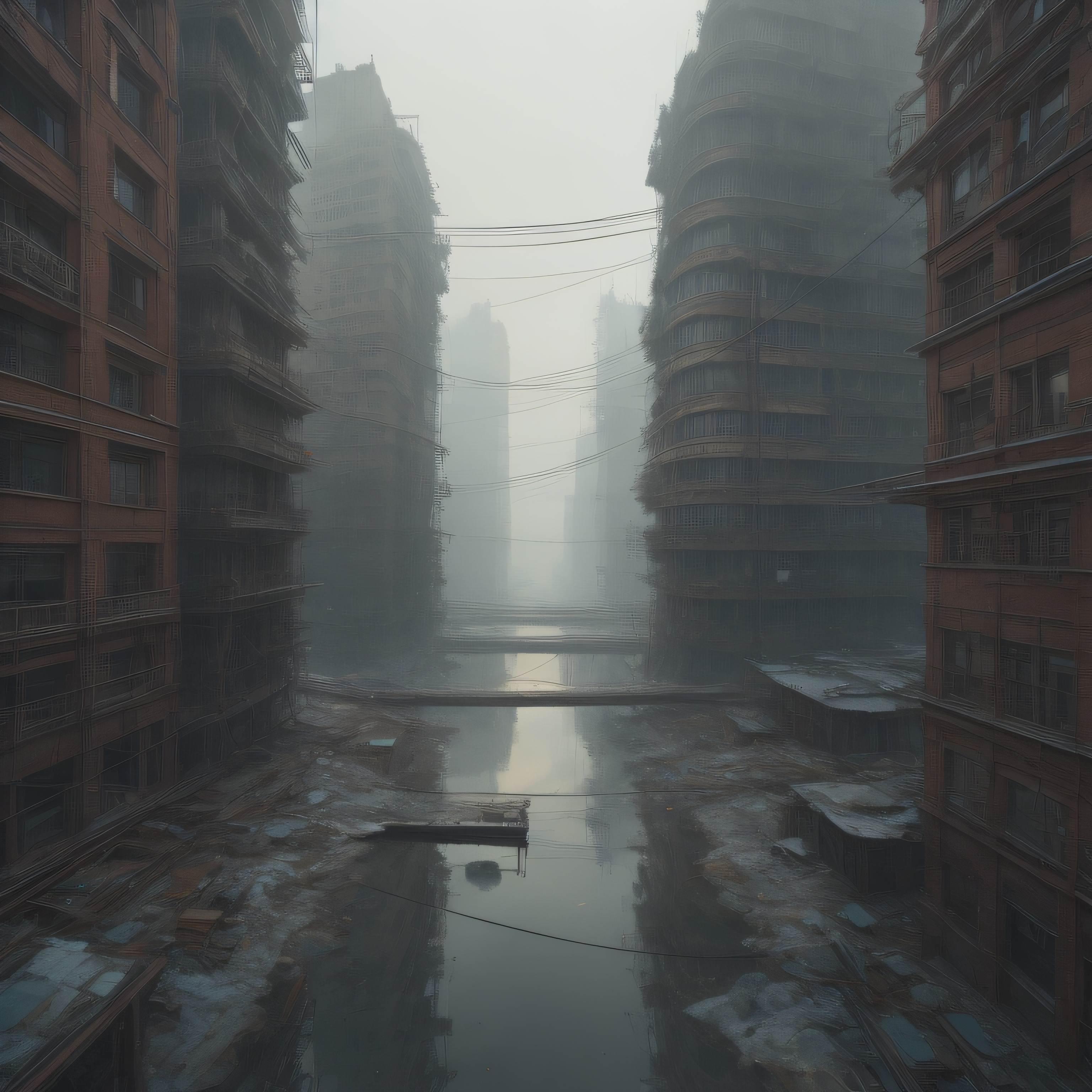
تصویری از شهری در آینده که به دلیل بالا آمدن سطح آب دریاها، خیابان‌های آن دچار سیل شده است.

داستان اقلیمی (که گاهی به اختصار به آن کلی-فای گفته می‌شود) نوعی ادبیات است که به موضوع تغییرات اقلیمی می‌پردازد. این آثار معمولاً ادبیات گمانه‌زن دارند اما از اجماع علمی درباره تغییر اقلیم الهام گرفته‌اند. داستان‌های اقلیمی ممکن است واقع‌گرایی، در آینده‌ای نزدیک، یا دردنیای خیالی که با تغییرات اقلیمی مواجه‌اند، رخ دهند. این ژانر اغلب دربرگیرنده عناصر علمی-تخیلی و ادبیات داستانی آرمان‌شهری و ویران‌شهری است و آینده‌های محتملی را بر اساس تحقیقات پیرامون تأثیرات تغییر اقلیم و گمانه‌زنی‌هایی دربارهٔ نحوه واکنش انسان‌ها به این چالش‌ها، به تصویر می‌کشد. در داستان‌های اقلیمی، تمرکز معمولاً بر تغییرات اقلیمی ناشی از پیامد انسان بر محیط زیست و مسائل زیست‌محیطی است، نه صرفاً پدیده‌های جوی یا بلایای طبیعی. فناوری‌هایی مانند مهندسی آب‌وهوا یا روش‌های سازگاری با تغییر اقلیم نیز معمولاً نقش پررنگی در این آثار دارند، به‌ویژه در بررسی اثرات آن‌ها بر جامعه.
اصطلاح «کلی‌فای» عمدتاً به دن بلوم، خبرنگار آزاد و فعال حوزه اقلیم، نسبت داده می‌شود که این واژه را در سال ۲۰۰۷ یا ۲۰۰۸ ابداع کرد. اگرچه اصطلاح «داستان اقلیمی» از دهه ۲۰۱۰ رایج شده است، اما به‌طور بازگشتی به برخی آثار پیشین نیز اطلاق می‌شود. از نویسندگان پیش‌گام این ژانر در قرن بیستم می‌توان به جی. جی. بالارد و اکتاویا باتلر اشاره کرد. همچنین آثار ویران‌شهری مارگارت اتوود اغلب به‌عنوان پیش‌زمینه‌ای مهم برای ظهور این ژانر شناخته می‌شوند. از سال ۲۰۱۰ به بعد، نویسندگان شاخصی چون کیم استنلی رابینسون، ریچارد پاورز، پائولو باسیگالوپی و باربارا کینگسالور به خلق آثار مهمی در این حوزه پرداخته‌اند. انتشار رمان وزارت آینده از رابینسون در سال ۲۰۲۰ به تثبیت جایگاه این ژانر کمک شایانی کرد؛ این اثر واکنش‌هایی در سطح ریاست‌جمهوری و سازمان ملل به همراه داشت و سبب شد رابینسون به دیدار برنامه‌ریزان پنتاگون دعوت شود.
دوره‌های دانشگاهی در حوزه ادبیات و مسائل زیست‌محیطی ممکن است داستان اقلیمی را در برنامه درسی خود بگنجانند. این شاخه از ادبیات در رسانه‌های مختلفی چون نیویورک تایمز، گاردین و مجله دیسِنت مورد بررسی قرار گرفته و از سوی رسانه‌های بین‌المللی گوناگونی مطرح شده است. همچنین فهرست‌هایی از آثار داستان اقلیمی توسط نهادهایی همچونگریست، مجله آوت ساید و کتابخانه عمومی نیویورک گردآوری شده است. پژوهشگران و منتقدان، تأثیرات بالقوه داستان‌نویسی را بر حوزه گسترده‌تر ارتباطات اقلیمی مورد مطالعه قرار داده‌اند.

## اصطلاحات
بلوم این اصطلاح را برای توصیف داستان بلند خود با عنوان شهر قطبی سرخ به کار برد؛ اثری پسا-آخرالزمانی دربارهمهاجرت محیط زیستی در آلاسکا که در سال ۲۰۷۵ روایت می‌شود، اما از نظر تجاری موفق نبود. بعدها، در آوریل ۲۰۱۳ این اصطلاح وارد جریان اصلی رسانه‌ها شد؛ زمانی که کریستیان ساینس مانیتور و ان‌پی‌آر گزارش‌هایی دربارهٔ یک جنبش ادبی نوظهور شامل رمان‌ها و فیلم‌هایی با محوریت تغییرات اقلیمی ناشی از فعالیت‌های انسانی منتشر کردند. بلوم نسبت به عدم اشاره به نقش خود در ابداع این اصطلاح در آن گزارش‌ها انتقاد داشت.
اسکات تیل در سال ۲۰۱۴ در هاف‌پست نوشت که او این اصطلاح را در سال ۲۰۰۹ رایج کرده است؛ الهام‌گرفته از ترکیب علم و داستان در فیلم عصر حماقت ساخته فرنی آرم‌استرانگ.